# Йоркский замок
Йоркский замок (англ. York Castle) — укрепленный комплекс в городе Йорк, Англия. Состоит из замков, тюрем, зданий суда и прочих построек, возведённых за последние 900 лет на южном берегу реки Фос. Руинированный донжон средневекового нормандского замка обычно называют башней Клиффорда (англ. Clifford’s Tower). Замок был построен по приказу Вильгельма I Завоевателя для контроля над бывшим городом викингов Йорвик, и с годами превратился в мощную крепость, окружённую водой. Крупный взрыв в 1684 году вывел из строя оставшиеся оборонительные сооружения, и Йоркский замок использовали как тюрьму вплоть до 1929 года.

## История
Первый мотт и бейли на этом месте был построен в 1068 году после норманнского завоевания Йорка. После разрушения замка повстанцами и силами викингов в 1069 году, Йоркский замок был перестроен и окружён рвом с водой и искусственным озером. Замок стал важным королевским укреплением на севере Англии.
В 1190 году 150 местных евреев были убиты во время погрома в крепости; большинство из них покончили жизнь самоубийством, чтобы не попасть в руки нападавших крестоносцев. Генрих III перестроил замок из камня в середине XIII века, создав цитадель в уникальной форме квадрифолия, с укреплениями в виде внешней крепостной стены и большим торхаусом. Во время шотландских войн между 1298 и 1338 годами Йоркский замок часто использовался как ставка короля или военная база.
К XV—XVI векам Йоркский замок пришёл в упадок и стал использоваться как тюрьма для местных преступников и политических заключённых. Ко времени правления Елизаветы I замок, по оценкам современников, полностью утратил военную ценность, но оставался центром королевской власти в Йорке. Начало Гражданской войны в Англии в 1642 году сподвигло начать восстановление замка; он сыграл важную роль в защите Йорка роялистами в 1644 году от сил Парламента. В Йоркском замке размещался гарнизон до 1684 года, когда взрыв разрушил внутреннюю часть башни Клиффорда. В XVIII веке бейли был перестроен в неоклассическом стиле и стал центром управления графством Йоркшир, а также использовался как тюрьма и долговая яма. После тюремной реформы XIX веке, в 1825 году на месте замка была построена новая тюрьма в тюдоровском стиле; это здание, использовавшееся сначала как гражданская, а затем как военная тюрьма, было снесено в 1935 году. К XX веку руины башни Клиффорда превратились в популярную достопримечательность и национальный памятник. Сегодня он принадлежит English Heritage и открыт для посещения. Остальные сохранившиеся здания отведены под музей и королевский суд.